# Hysteronaevia
Hysteronaevia is een geslacht van schimmels uit de orde Helotiales. De typesoort is Hysteronaevia holoschoeni.

## Soorten
Volgens Index Fungorum telt het geslacht 12 soorten (peildatum februari 2022):
| Soortnaam                 | Auteur(s)          | Publicatiejaar |
| ------------------------- | ------------------ | -------------- |
| Hysteronaevia advena      | (P. Karst.) Nannf. | 1984           |
| Hysteronaevia cincturata  | Nannf.             | 1984           |
| Hysteronaevia clavulifera | Nannf.             | 1984           |
| Hysteronaevia fimbriata   | Dennis & Spooner   | 1993           |
| Hysteronaevia holoschoeni | (De Not.) Nannf.   | 1984           |
| Hysteronaevia kobayasii   | Nannf.             | 1984           |
| Hysteronaevia luzulicola  | Nannf.             | 1984           |
| Hysteronaevia minutissima | (Rehm) Nannf.      | 1984           |
| Hysteronaevia olivacea    | (Mouton) Nannf.    | 1984           |
| Hysteronaevia scirpina    | (Peck) Nannf.      | 1984           |
| Hysteronaevia stenospora  | Nannf.             | 1984           |
| Hysteronaevia vassiljevae | Raitv.             | 2008           |